# マニー・パッキャオ 対 ティモシー・ブラッドリー第2戦
マニー・パッキャオ 対 ティモシー・ブラッドリー第2戦（マニー・パッキャオ たい ティモシー・ブラッドリーだい2せん）は、2014年4月12日にアメリカ合衆国ネバダ州ラスベガスのMGMグランド・ガーデン・アリーナで開催されたプロボクシングの試合。前回の2年前の第1戦を踏まえての再戦。指名挑戦者かつ初代WBOインターナショナルウェルター級王者として登場するパッキャオとWBO世界ウェルター級王者のブラッドリーとの対戦になった。前回と違って一方的にパッキャオが試合を支配し、2年振りに王座に返り咲いた。ブラッドリーはキャリア初黒星が付いた。キャッチコピーは『Vindication』（ビンディケーション、弁明）。興行の前座でWBA世界スーパーフェザー級暫定王者ブライアン・バスケスがアメリカデビュー、WBA・IBO世界スーパーライト級王者カビブ・アーラフベルディエフとジェシー・バルガスが対戦した。この試合はHBOがペイ・パー・ビューで生放送した。

## 主要カード(HBOペーパービュー中継枠で放送したカード)
- WBO世界ウェルター級タイトルマッチティモシー・ブラッドリー(王者)VSマニー・パッキャオ(ランキング1位):パッキャオ3-0の判定勝ちで王座返り咲き

- NABO世界ライト級王座決定戦レイムンド・ベルトランVSアラシュ・ウスマニー:ベルトラン3-0の判定勝ちで新王者

- WBA・IBO世界スーパーライト級タイトルマッチカビブ・アーラフベルディエフ(王者)VSジェシー・バルガスWBA世界スーパーライト級10位:バルガス3-0の判定勝ちで新王者[2]

- WBA世界スーパーフェザー級暫定タイトルマッチブライアン・バスケス(暫定王者)VSホセ・フェリックス・ジュニア(WBA世界スーパーフェザー級8位):バスケス3-0の判定勝ちで王座返り咲き後初防衛[2]

## HBO以外で中継した放送局
- スカイ・アリーナ(ニュージーランド)

- メイン・イベント(オーストラリア)

- ボックス・ネーション(イギリス)

- ソラー・オール・アクセス(フィリピン)

- WOWOW『エキサイトマッチ』(日本)